# Selenato
Lo ione selenato è un ossoanione di formula chimica SeO42–. Lo ione è tetraedrico con l'atomo di selenio al centro (Se ibrido sp3), analogo e isoelettronico di valenza allo ione solfato SO42–. Si genera dalla seconda dissociazione dell'acido selenico H2SeO4, un acido biprotico che, analogamente all'acido solforico H2SO4, è forte in prima dissociazione, ma debole in seconda (pKa2 ≈ 2). l'acido coniugato dello ione selenato è lo ione idrogenoselenato HSeO4– che, come pure accade per lo ione idrogenosolfato, è significativamente presente in soluzione, dato il valore di pKa2, solo a pH decisamente acido. 
La distanza Se-O nel selenato di potassio K2SeO4 è di 164,8 pm; come atteso per il maggior raggio covalente del selenio rispetto allo zolfo, questa è un po' maggiore della distanza S-O nell'analogo solfato di potassio (K2SO4), che ammonta a 147 pm.
I selenati sono analoghi ai solfati e chimicamente molto simili. Molti sono facilmente solubili in acqua e sono spesso isomorfi ai solfati, ricalcandone anche le solubilità; ad esempio, i selenati dei metalli alcalini, di formula M2SeO4, sono tutti abbastanza solubili; anche i selenati di ioni metallici trivalenti, come quelli di alluminio e cromo, di formula M2(SeO4)3, hanno buone solubilità in acqua, mentre quelli di bario e piombo, di formula MSeO4, sono pressoché insolubili, come i corrispondenti solfati. 
A differenza del solfato, il selenato, specialmente in ambiente acido, è decisamente ossidante, riducendosi a ione selenito (SeO32–) o, in condizioni più fortemente riducenti, fino a selenio elementare. In condizioni standard E°(SeO42– / SeO32–) = 1,15 V, da confrontare con E°(SO42– / SO32–) = 0,16 V. Questo permette all'acido selenico, piuttosto sorprendentemente, di ossidare anche l'oro a Au(III).
Lo stato di valenza è un fattore importante per la tossicità del selenio. Il selenato è la forma di selenio richiesta da certi micoorganismi che lo usano come fonte di energia e/o come micronutriente. Questi organismi hanno la capacità di acquisire, metabolizzare ed espellere il selenio. Il livello al quale il selenio diventa tossico varia da specie a specie ed è correlato al pH e altri fattori ambientali che influenzano la concentrazione del selenito rispetto al selenato.
Il selenato e altre forme di selenio sono a concentrazioni più alte nelle aree in cui i mari antichi sono evaporati. Queste aree si sono arricchite di selenio e nei millenni si è verificato un adattamento biologico.